# USS McCalla (DD-253)
Za druga plovila z istim imenom glejte USS McCalla.
USS McCalla (DD-253) je bil rušilec razreda Clemson v sestavi Vojne mornarice Združenih držav Amerike.
Rušilec je bil poimenovan po kontraadmiralu Bowmanu H. McCallu.

## Zgodovina
V sklopu sporazuma rušilci za baze je bila 24. septembra 1940 predana Kraljevi vojni mornarici.